# Stazione di Boario Terme
La stazione di Boario Terme è una fermata ferroviaria della linea Brescia-Iseo-Edolo a servizio del centro abitato di Boario Terme.

## Storia
La fermata fu aperta al servizio pubblico nel 1956 con l'apertura della variante ferroviaria della Pisogne-Breno che aggirava a est l'abitato di Boario Terme. In precedenza, la linea ferroviaria affiancava la strada nazionale del Tonale attraversando il centro del paese e la vecchia fermata si trovava lungo l'attuale corso Italia, di fronte all'ingresso delle Terme.

## Strutture e impianti
L'accesso all'unico binario di corsa è garantito da una banchina, lunga 102 m.
È presente anche un fabbricato viaggiatori di stile completamente diverso da quello impiegato sulla linea ferroviaria, perché costruito nella seconda metà degli anni Cinquanta del XX secolo.

## Movimento
La fermata è servita sia dai treni RegioExpress (RE) Brescia-Edolo sia dai treni regionali (R) Brescia-Breno/Edolo, eserciti da Trenord nell'ambito del contratto di servizio stipulato con la Regione Lombardia.

## Servizi
- Biglietteria automatica
- Sala d'attesa

## Interscambi
- Autostazione bus extraurbani